# Langue mixte
 (octobre 2019).
Si vous disposez d'ouvrages ou d'articles de référence ou si vous connaissez des sites web de qualité traitant du thème abordé ici, merci de compléter l'article en donnant les références utiles à sa vérifiabilité et en les liant à la section « Notes et références ».
Une langue mixte est une langue née de la fusion de deux langues sources en général, habituellement dans des situations de bilinguisme poussé. Cette notion est entrée en usage à partir des années 1990.
La linguistique du contact distingue entre mélange de langues et langues mixtes
Les langues mixtes se divisent en quatre groupes : 
- le premier groupe, de loin le plus commun, est formé des langues dites "entrelacées" (intertwined languages)[4], dont les composantes dérivent de langues différentes (par exemple, le lexique dérive d'une langue et la syntaxe dérive d'une autre langue) ;
- le deuxième groupe est formé de langues qui dérivent les verbes d'une langue et les noms d'une autre langue (par exemple le michif)[2] ;
- le troisième groupe est formé de langues dont le lexique dérive de plusieurs langues différentes : selon certains, les pidgin seraient un exemple de ce groupe[2] ;
- le quatrième groupe est formé de langues dont le lexique dérive d'une langue, mais dont la structure typologique est celle d'une langue d'une famille linguistique différente (par exemple le créole haïtien)[2].

D'autres termes proches sont langue hybride, langue de contact, langue de fusion (fused lect), "split languages" (Myers-Scotton), "langue mixte stable", "langue mixte bilingue", "langue syncrétique".
Tous les linguistes ne sont pas d'accord pour intégrer les créoles et les pidgins parmi les langues mixtes. Certains préfèrent distinguer ces notions,.
Bien que cette notion soit fréquemment rencontrée dans la linguistique historique depuis le début du XXe siècle, les cas attestés d'hybridation des langues sont assez rares, à la différence des alternances codiques, de l'influence des substrats et des superstrats, ou des emprunts lexicaux.
Les langues qui ont beaucoup emprunté à d'autres langues ne font pas nécessairement partie des langues mixtes. C'est le cas de l'arabe maltais et du chamorro, dont la filiation génétique est claire, car le lexique emprunté est souvent non-fondamental.
Les langues mixtes sont souvent minorisées :

« Les variétés de contact, formes de rencontre, méso- ou interlectales reçoivent encore souvent des désignations plus ou moins péjoratives, expressions d’idéologies monolingues et puristes et d’épistémologies afférentes : langues bâtardes ou mêlées, pidgin, sabir, charabia, petit nègre, créole, baragouin, etc. »

## Exemples

### Allemand-latin
L'universitaire Christoph Helm note l'influence du latin sur le vocabulaire et la syntaxe de l'allemand et sur son mécanisme de formation des mots. Il évoque une diglossie latin-allemand où la forme basse allemande se serait progressivement émancipée, cette diglossie expliquant une forte influence du latin sur l'allemand. Il emploie à ce sujet l'expression langue-mixte (en allemand Mischsprache).

### Caló
Le caló, ou calo (orthographe rectifiée de 1990), est une langue mixte des langues romanes et du Romani parlée en Espagne, au Portugal, dans le Sud de la France, en Amérique latine et, durant une période, en Afrique du Nord plus particulièrement au Maroc , par des Gitans ibériques. Il est également appelé en castillan romaní español et son nom signifie « noir »
en romani. Langue indo-européenne, fortement influencée par les langues romanes mais aussi le basque. Il comprend de nombreux dialectes : caló español, calão portugués (portugais), caló catalán, caló vasco ou erromintxela (basque) , caló occitan (quasiment éteint, extrême sud de la France), et le calon brasileño (brésilien). Les Roms y ont développé des sabirs tels que l’ibéroromani (caló), qui utilise le vocabulaire rom, la grammaire espagnole, présente de nombreux emprunts lexicaux à l'andalou, et parfois aussi au catalan, et est la source de nombreux mots en argot espagnol.

### Cappadocien
Si aux époques perse et hellénistique, le cappadocien était une langue indo-européenne du groupe anatolien, parlée dans l'ancienne Cappadoce, à l'époque moderne en revanche, le cappadocien ou grec cappadocien (en grec : Καππαδοκική γλώσσα) était une langue mixte gréco-turque, parlée en Turquie centrale. En fait, il s'agissait de grec médiéval en voie de turcisation. On estime que le processus de turcisation a débuté à partir du moment où l'Empire byzantin a laissé place au Sultanat de Roum, au XIe siècle, et s'est poursuivi sous l'Empire ottoman. Après l’échange de populations entre la Grèce et la Turquie dans les années 1920, les locuteurs cappadociens, orthodoxes, furent contraints d’émigrer en Grèce, où ils furent installés dans diverses régions, notamment en Grèce centrale et septentrionale. Les Grecs cappadociens passèrent très vite au grec moderne standard et on estimait que leur langue s'était éteinte dans les années 1960.

### Chiac
Le chiac, parfois appelé le/la chiacque ou chiak, est une variété du français acadien, parlée surtout au Sud-Est du Nouveau-Brunswick au Canada,. Bien que des débats existent au sujet de sa définition, le chiac est souvent caractérisé et distingué des autres variétés du français acadien par l'importance et les formes particulières de ses emprunts à l'anglais, et a également des mots racines des langues algonquiennes orientales,,.
Un Chiac, ou Chiacque au féminin, est aussi un Acadien de la côte sud-est du Nouveau-Brunswick.

### Camfranglais
Le camfranglais ou camfranglish en anglais est à la fois un sabir et un argot camerounais à base de français, d'anglais et de langues camerounaises.
Né au début des années 1980 au sein de la communauté estudiantine de Yaoundé, cette langue s'est répandue dans tout le pays.

### Cocoliche
Le cocoliche est une langue hybride typique de la région de Buenos Aires, ayant pour base le lexique espagnol et le système morphosyntaxique de l'italien.

### Créoles
En linguistique, une langue créole (en anglais : creole ; en espagnol : criollo ; en portugais : crioulo) est une langue qui est devenue native dans une société, mais qui descend à l'origine d'un pidgin. Un créole est une langue aussi complexe et aussi riche que n’importe quelle autre langue native. En revanche, un pidgin est une langue simplifiée, pauvre et relativement instable qui sert à faciliter la communication entre des populations différentes. Le pidgin se transforme en créole à partir du moment où il est parlé de manière native et permanente par une population. C'est cet usage permanent qui enrichit et complexifie les langues créoles..
Le nombre précis des langues créoles n'est pas clair. Celles-ci sont généralement basées sur les langues européennes comme l'anglais et le français à cause de la colonisation européenne et de la traite négrière atlantique qui débute peu de temps après.

### Francitan
Le francitan est un langage naviguant entre le français et l'occitan, utilisé dans les régions françaises où ce dernier est la langue traditionnelle. C'est un état linguistique issu de la situation diglossique en Occitanie.
Certains linguistes considèrent que le francitan est l'ensemble des variétés linguistiques intermédiaires entre les langues référentielles occitane et française. Pour d'autres linguistes, il s'agit d'une langue mixte née entre le XVIIIe siècle et la première moitié du XXe siècle, entre l'occitan encore couramment parlé et perçu comme une langue populaire, et d'autre part le français, langue de l'élite et de l'administration.

### Franco-vénitien
Le franco-vénitien ou franco-italien était une langue de culture répandue en Italie, entre la ceinture subalpine et le bas Pô, entre le XIIIe et le XVe siècle. Cette langue était un mélange de mots français avec une syntaxe et une morphologie typiques des parlers du nord, en particulier de la Vénétie.
La langue franco-vénitienne est caractérisée comme langue mixte (Mischsprache). Ce qui a contribué à la confusion est le fait que certains auteurs, comme Nicolas de Vérone se réfèrent à cette langue comme à du « français ».
La littérature franco-vénitienne ou franco-italienne de ces siècles concernait des poèmes chevaleresques et des œuvres didactiques,.

### Franglais
Le franglais, mot-valise formé des mots « français » et « anglais », désigne une langue française fortement anglicisée, dans l'expression écrite comme orale. Il s'agit d'un ensemble de mots empruntés à l'anglais et de tournures syntaxiques calquées sur l'anglais, introduits dans la langue française. Il est fréquemment évoqué comme repoussoir par les tenants de la « pureté » de la langue française, contre ce qu’ils considèrent être une invasion des anglicismes.

### Kallawaya
Le kallawaya est une langue amérindienne secrète et en danger parlée en Bolivie par les Kallawaya. Sa morphologie est basée sur le quechua, mais le lexique vient d'une langue éteinte, le pukina. 
C'est une langue secrète qui est traditionnellement transmise de père en fils ou exceptionnellement de père en fille, si l'homme n'a pas de garçons.

### Koinè
La koinè ou koinê (en grec ancien : κοινή / koinḗ, « la (langue) commune » — l’appellation complète étant κοινὴ διάλεκτος / koinḕ diálektos, le « langage commun » — est la langue parlée en Grèce depuis l’époque d’Alexandre environ, et qui était comprise partout où l’on parlait grec. C’est une langue de civilisation qui s’est constituée vers le temps où commence l’influence macédonienne et qui a duré pendant tout l’empire romain jusque dans la période byzantine. Nous en avons une idée par des textes écrits sur certains papyrus trouvés en Égypte, et par la plus grande partie des textes du Nouveau Testament qui sont écrits en koinè. Elle a été la langue liturgique utilisée à Constantinople. En ce sens, on n’a pas cessé d’écrire en koinè jusqu’au XVe siècle et presque jusqu’à l’époque moderne. Elle est principalement issue du grec ionien-attique dans lequel ont pénétré des formes d'autres dialectes. Elle s'imposa comme langue administrative et véhiculaire dans les zones sous influence hellénistique en concurrence, par la suite, avec le latin. Par extension, ce terme est parfois aussi utilisé pour désigner les langues véhiculaires en général.

### Métchif
Le métchif, ou mitchif, est une langue mixte divisée en mots cris et mots français.
Mots michifs venant du cri :
- Shiishiip = canard
- ni-mušum = grand-père
- bule = cheville

Mots michifs venant du français :
- pyii = pied
- braa = bras
- maeñzooñ = maison

### Mbugu
Le mbugu est une langue africaine parlée en Tanzanie par la population mbugu. C'est une langue mixte qui emprunte sa structure grammaticale à l'asu, une langue bantoue, et son lexique aux langues couchitiques.

### Pidgin
Un pidgin (prononcé : /pid.ʒin/ ; en anglais : /ˈpɪd͡ʒɪn/) est une langue véhiculaire simplifiée créée sur le vocabulaire et certaines structures d'une langue de base, en général européenne (anglais, espagnol, français, néerlandais, portugais, etc.).
Un sabir est un pidgin particulièrement pauvre.

### Sheng
Le sheng (contraction des mots « SwaHili » et « ENGlish ») est un argot basé principalement sur le swahili et l'anglais. Il est originaire de Nairobi au Kenya et influencé par les nombreuses langues locales  qui y sont parlées. Bien qu'étant principalement la langue des jeunesses urbaines, il s'est répandu à travers toutes les classes sociales. Géographiquement, il a atteint la Tanzanie et l'Ouganda.
Commençant au début des années 1970 dans le bidonville de Kibera, le sheng est maintenant largement utilisé à travers tout le pays par les conducteurs de matatu, les médias populaires et, même, le parlement. On peut supposer que c'est devenu le premier mode d'expression orale des jeunes Kényans des secteurs urbains.

### Yéniche
La langue yéniche (en allemand : Jenische Sprache) est le sociolecte ou cryptolecte des  Yéniches, c'est-à-dire de certains groupes marginalisés qui ont mené depuis le début du XVIIIe siècle une vie nomade ou semi-nomade en Allemagne et dans les pays avoisinants. La langue des Yéniches est appelé Taïtch.
Cette langue est caractérisée par une grammaire allemande et par un lexique composé qui dérive ses éléments de l'allemand (surtout des dialectes de l'allemand supérieur), de l'hébreu, du yiddish (de la variante occidentale qui n'a pas encore subi l'influence slavique) et du romani, avec un nombre mineur d'emprunts à d'autres langues européennes (surtout le français et l'italien). Du point de vue linguistique, le yéniche, par sa structure et son lexique, est identique à ou est une variante tardive du « rotwelsch », terme traditionnel et plus ancien (attesté depuis 1250) pour désigner les variantes de l'argot des « classes dangereuses » dans les pays de langue allemande. Le terme rotwelsch est d'ailleurs récusé par certains représentants des Yéniches, qui le considèrent comme discriminatoire et inapproprié pour ce qui, à leur avis, serait une langue propre d'origines plus nobles et anciennes, selon quelques-uns même d'origine celtique.

### Yiddish
Le yiddish (ייִדיש /ˈjɪdɪʃ/ ou /ˈjiːdɪʃ/), également orthographié en français yidich, d'après les recommandations de linguistes, mais aussi yidish, jiddisch, jidisch, yiddisch, idiche ou yidiche, est une langue germanique dérivée du haut allemand, avec un apport de vocabulaire hébreu et slave, qui a servi de langue vernaculaire aux communautés juives d'Europe centrale et orientale (ashkénazes) à partir du Moyen Âge. Il est également parfois appelé judéo-allemand (jüdish-deutsch, yidish-daytsh (yi) ייִדיש-דײַטש) ou jargon (sans nuance péjorative).
Certains le considèrent comme une langue mixte(Mischsprache),.